# Coca
A coca é uma das quatro plantas cultivadas do gênero Erythroxylum, família Erythroxylaceae, nativa do oeste da América do Sul. A coca é conhecida mundialmente por seu alcaloide psicoativo, a cocaína, e pelas drogas feitas a partir das plantas: cloridrato de cocaína, pasta base e crack.
As duas espécies com quatro variedades têm importância econômica, social e cultural na América do Sul, principalmente na Argentina, Bolívia, Brasil, Colômbia, Equador, Chile e Peru.

## Espécies e variedades
Existem mais de 250 espécies do gênero Erythroxylum, das quais 4 são cultivadas e contêm o alcaloide cocaína:
- Erythroxylum coca (Huánuco Coca ou Coca Boliviana): Originária da Bolívia e do Peru, além de ser cultivada na Colômbia para processar a cocaína.[2]
- Erythroxylum coca var. ipadu (Coca Amazônica): nativa de áreas próximas ao rio Amazonas.
- Erythroxylum novogranatense (Coca Colombiana): Originária da Colômbia e do Equador.[3]
- Erythroxylum novogranatense var. truxillense (Trujillo Coca): Originalmente da encosta oriental dos Andes e do Peru.